# Hadtörténeti Intézet és Múzeum
Hadtörténeti Intézet és Múzeum (Budapest I. ker., Tóth Árpád sétány 40. / Kapisztrán tér 2–4.). A múzeum 2023. május 21-től bezárt. A Hadtörténelmi Levéltár és a Hadtörténeti Könyvtár a kutatók számára továbbra is nyitva áll.
A budavári épületbe a Honvédelmi Minisztérium vezetője, és egyes szervezeti egységei költöztek be 2023 júniusában.

## Története
A budapesti Hadtörténeti Levéltárban a magyar hadtörténelmi emlékekkel együtt felgyűjtött muzeális tárgyakból jött létre a Hadtörténeti Múzeum 1918-ban. Az alapítók, vitéz Aggházy Kamil ezredes és Gabányi János címzetes vezérőrnagy. 1922-től önállósult, önálló múzeumi épületet később kapott. Az 1847-ben klasszicista stílusban épült Ferdinánd-laktanya – amelyet 1880-as évektől Nádor-laktanyának neveztek – nyugati szárnyát 1926-tól alakították át Hadimúzeum céljára. Majd az 1920-as évek végén, ill. az 1930-as években költöztek be. Az állandó kiállításait 1937-ben nyitották meg a közönség előtt. A második világháború idején a gyűjtemény kétharmada elpusztult.
2022-ben találgatások kaptak szárnyra, hogy a múzeumnak ki kell költöznie az épületből, aminek esetleg az az oka, hogy a Honvédelmi Minisztérium akar oda beköltözni. Szalay-Bobrovniczky Kristóf honvédelmi miniszter a kiköltözés tényét július 19-én megerősítette, amit azzal indokolt, hogy az intézménynek jobban megközelíthetőnek kell lennie, és meg kell felelnie a 21. század kihívásainak. Arról hogy várhatóan mikor és hol találnak a múzeumnak új helyet még csak találgatások vannak, de akár 2-3 évbe is beletelhet.
Az új fővárosi múzeumépület megnyitásáig Székesférváron ideiglenes hadtörténeti kiállítás látogatható 2023 augusztusától
Szalay-Bobrovniczky Kristóf honvédelmi miniszter 2023 novemberében bejelentette, hogy a múzeum véglegesen a jelenleg  újjászülető, a Dísz téren álló Honvéd Főparancsnokság épületében kap helyet, amelybe várhatóan 2026-ban költözhet be. A miniszter a múzeum parancsnokát 2024 áprilisában miniszteri biztossá nevezte ki, aki a katonai identitásért lesz felelős, „tevékenységének legfőbb célja, hogy az évszázadokon át méltán híres magyar harcos szellemet adaptálja a jelen és a jövő kihívásaira felkészülő Magyar Honvédségre, hogy nemzeti haderőnk önazonossága úgy testületként, mint az egyes honvédek esetében kizárólag ebből fakadjon”.

## Szervezete
- Parancsnokság
- Hadtörténeti Kutató Intézet
  - Hadtörténeti Kutató Osztály
  - Szerkesztőség
- Hadtörténeti Múzeum
  - Tárgyi Gyűjteményi Osztály
  - Dokumentációs Osztály
  - Múzeumpedagógia és Kiállítási Osztály
  - Hadirégészeti Részleg
  - Kiállítás Üzemeltető Részleg
- Hadtörténelmi Levéltár és Térképtár
  - Hadtörténeti Könyvtár
  - Bécsi Kirendeltség
  - Hadtörténelmi Levéltár
  - Hadtörténeti Térképtár

## Gyűjteménye

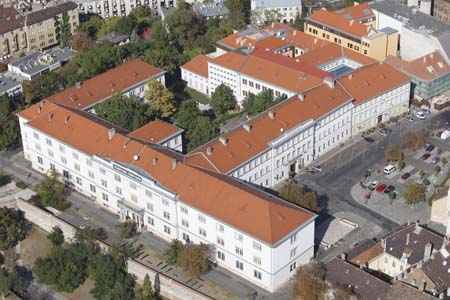
A múzeum egykori épülete madártávlatból

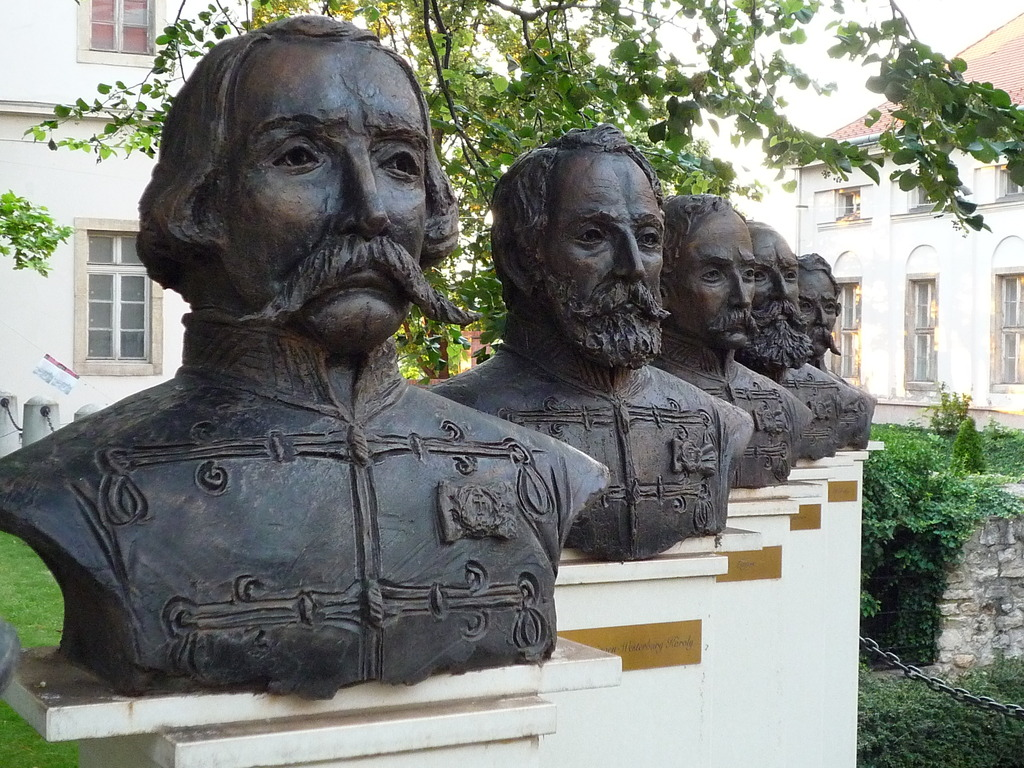
Az aradi vértanúk szobra a budavári épület udvarán

A második világháború után újra jelentős gyarapodásnak indult a gyűjtemény, ma már fegyvergyűjteménye 50 ezernél több múzeumi tárgyat tartalmaz kézi-, gépfegyverekből és egyéb haditechnikai eszközökből. A múzeum katonai egyenruha-tára 30 ezer tételnél több, ezek közül mintegy 300 db teljes öltözetet tartalmaz. Becses emlék az ötezer darabos zászlógyűjtemény és a 28 ezer darabból álló éremgyűjtemény. Könyv-, képzőművészeti, fotó-, bélyegző-, plakát- és nyomtatványgyűjteménye is van.

### Néhány nevezetes műtárgya
- Damjanich János az 1848–49-es forradalom és szabadságharc honvédtábornokának szablyája
- Klapka György díszszablyája,
- Kiss Ernő 1848-as honvédtábornok szolgálati atillája
- 5. huszárezred 1806-os ezredzászlaja.
- Farkas Bertalan űrruhája

## Kiállítások

### Állandó kiállítások
A múzeum bezárt.

### Külső kiállítóhelyek
- Bálna, 175 éves a Magyar Honvédség[9]
- Székesfehérvári Szent István Király Múzeum Rendház épülete, „Hadi múltunk kincsestára” időszaki tárlat (2023. augusztus 15. – december 3.)[6]
- Lajta Monitor Múzeumhajó (átmenetileg zárva)
- Katonai Emlékpark Pákozd
- Keceli Haditechnikai Park
- Komárom - Monostori Erőd
- Székesfehérvár - Helyőrségtörténeti Emlékgyűjtemény
- Szolnoki Hadkiegészítési Szakgyűjtemény
- Szombathely Katonatörténeti kiállítás

## Magyar Katonai Térképészet Szakmatörténeti Múzeuma
Az MH Geoinformációs Szolgálat épületében működik a Magyar Katonai Térképészeti Múzeum (Budapest, II. kerület Szilágyi Erzsébet fasor 7-9.), a HM Hadtörténeti Intézet és Múzeum kihelyezett gyűjteményeként. A Múzeumot 1981-ben hozták létre. Célja és rendeltetése a katonai térképészet munkálatainak, történetének bemutatása, emlékeinek gyűjtése, megőrzése és közkinccsé tétele. A gyűjtemény jelenlegi formája mintegy tizenöt év alatt alakult ki.

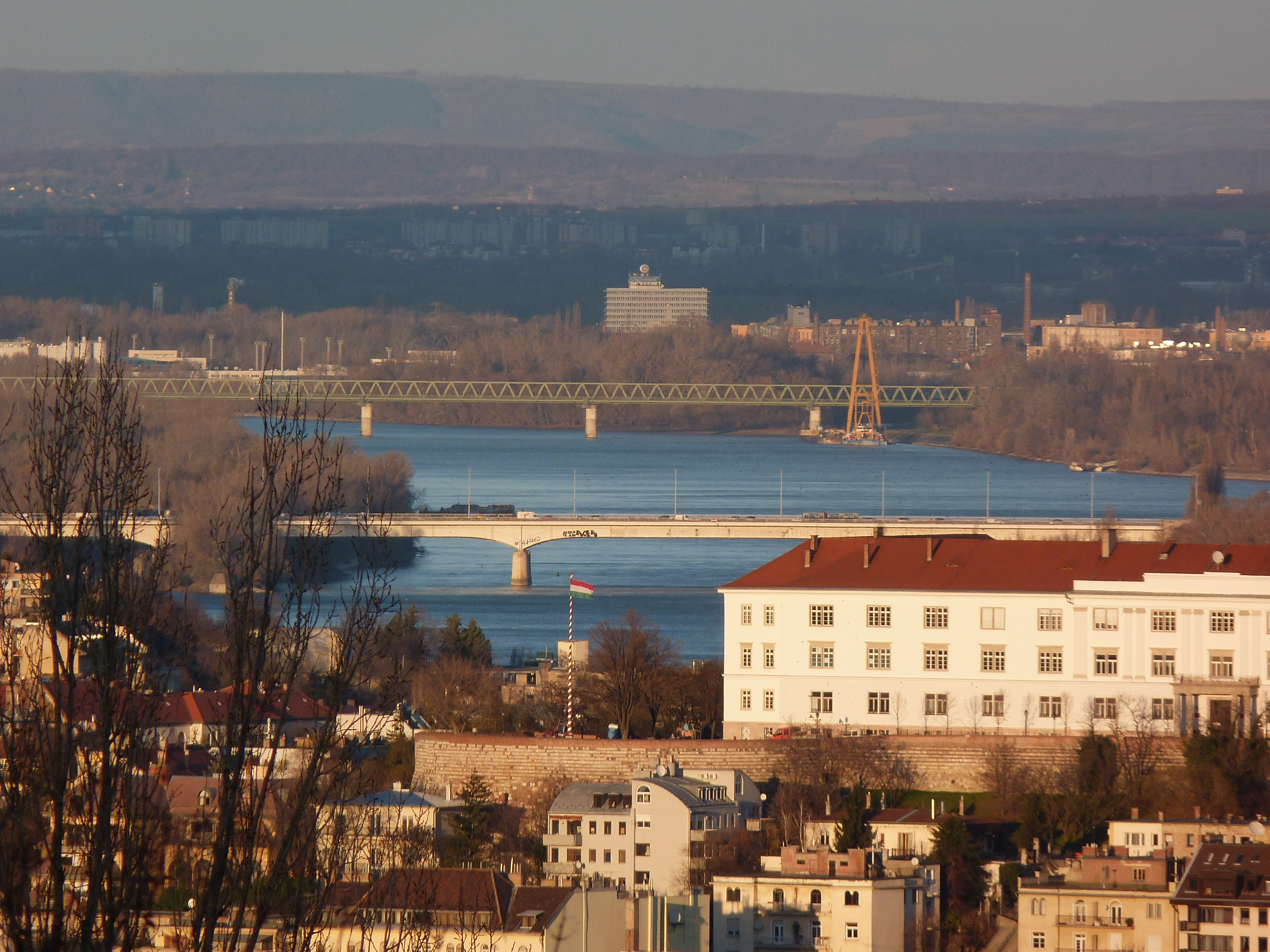
A múzeum (jobbra) a Sas-hegyről. Háttérben az Árpád és az Újpesti vasúti híd, távolban Dunakeszi és a Cserhát

Két nagyobb termében a magyar térképészet kezdeteiből (XVI. sz.) napjainkig terjedő történelmét mutatják be. Ezen belül a térképezés módszereinek, eszközeinek, munkarészeinek és termékeinek bemutatásával szemléltetik a fejlődést. A Múzeumban elhelyezték a szolgálat szakmai-társadalmi életének, hazai és külföldi kapcsolatainak emlékeit is.
Három csatlakozó emlékszobában a térképezést támogató légifényképezés, az 1:25 000 méretarányú felmérés emlékeivel és az elmúlt évtizedekben használt műszerekkel ismerkedhet meg a látogató.
A szakmatörténeti gyűjtemény betekintést nyújt a katonatérképészek szép és érdekes, de kemény helytállást, hivatásszeretetet kívánó életébe is.
A Múzeum készséggel mutatja be anyagait érdeklődő vendégeinek. A gyakorlati működés előzetes megkeresésre történő látogatást tesz lehetővé. Célszerűségi szempontból az előzetesen egyeztetett csoportos látogatást ajánlatos, de egyéni érdeklődőket is szívesen látnak.

## Legismertebb kiadványa
- Hadtörténelmi Közlemények: negyedévente megjelenő folyóirat a magyar hadi történetírás fejlesztésére. A Hadtörténeti Intézet és Múzeum folyóirata. Budapest: HM Hadtörténeti Intézet és Múzeum. ISSN 0017-6540. A szakfolyóirat első száma 1888-ban jelent meg, azóta (két hosszabb megszakítástól eltekintve) folyamatosan él.